# 御殿場オープン全日本スポールブール大会
御殿場オープン全日本スポールブール大会（ごてんばオープンぜんにほんスポールブールたいかい）は、原則として毎年御殿場市で開催される、スポールブールの大会である。

## 概要
2014年11月に第1回が開催。原則としてスポールブールの競技開始3年以内の新人が自由に参加して日本一を争う、オープン大会である。2015年の第2回より、個人で争う他、各地域のクラブ対抗としての要素も取り入れられた。

## 種目
年によっても異なるが、現在まではティール種目を中心に行われている。

## 開催年度と結果
| 回数  | 年月       | 会場         | 順位 | 総合優勝 | シングルス | プログレッシブ | ラピッド               |
| ----- | ---------- | ------------ | ---- | -------- | ---------- | -------------- | ---------------------- |
| 第1回 | 2014年11月 | 御殿場市増田 | 優勝 | -        | 中島秀彰   | 弓倉陽介       | -                      |
| 第1回 | 2014年11月 | 御殿場市増田 | 2位  | -        | 不明       | 不明           | -                      |
| 第1回 | 2014年11月 | 御殿場市増田 | 3位  | -        | 不明       | 不明           | -                      |
| 第2回 | 2015年11月 | 御殿場市増田 | 優勝 | 大阪     | -          | 牧口真也       | 弓倉陽介・渡辺豊明     |
| 第2回 | 2015年11月 | 御殿場市増田 | 2位  | 千葉     | -          | 渡辺豊明       | 荒木雅子・藤崎恭子     |
| 第2回 | 2015年11月 | 御殿場市増田 | 3位  | 名古屋   | -          | 弓倉陽介       | 堀内和一朗・兼坂俊之介 |